# Liste von Burgen, Schlössern und Festungen im Département Loiret
Die Liste von Burgen, Schlössern und Festungen im Département Loiret listet bestehende und abgegangene Anlagen im Département Loiret auf. Das Département zählt zur Region Centre-Val de Loire in Frankreich.

Wappen des Départements Loiret (45)
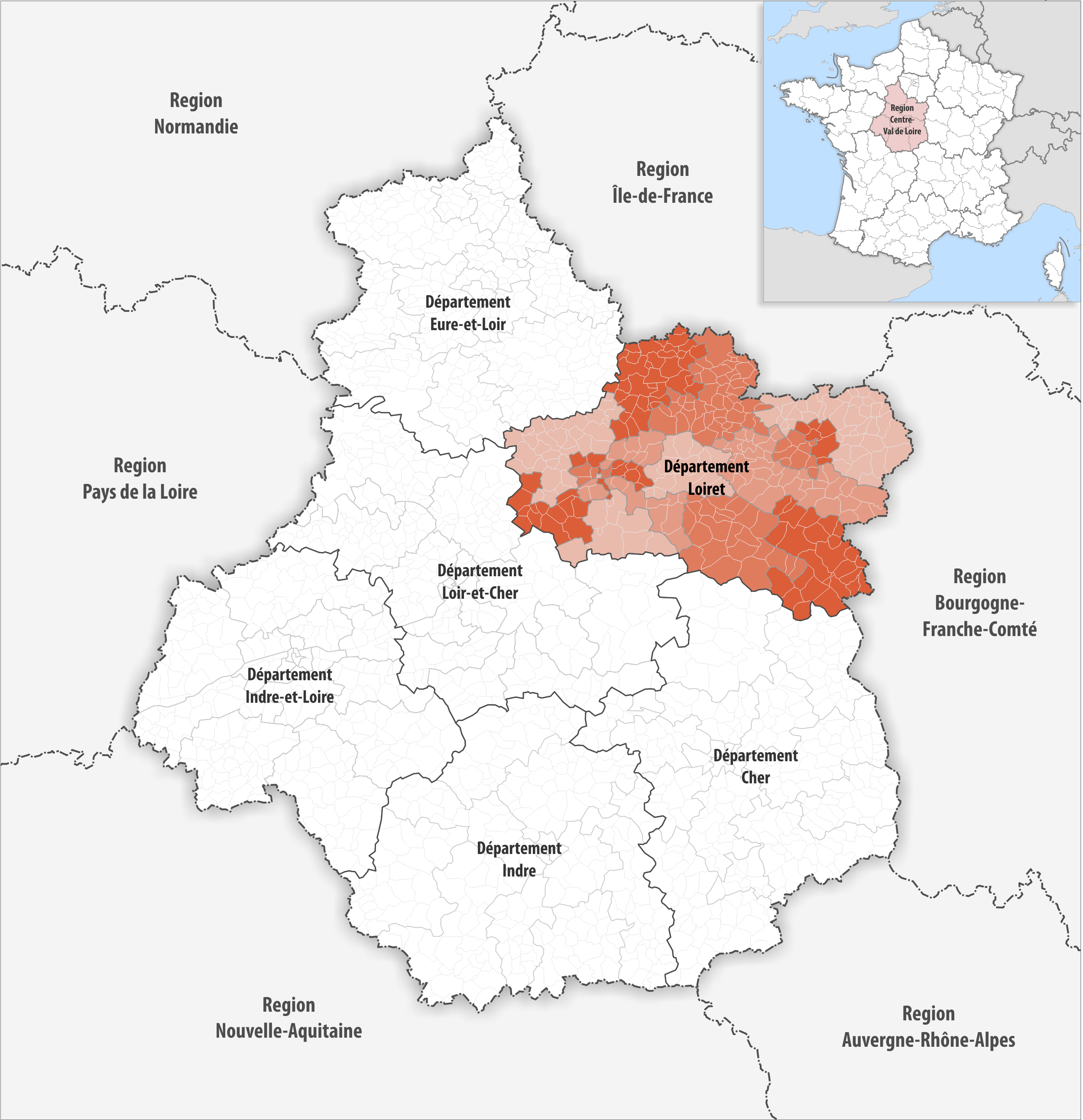
Lage des Départements Loiret in der Region Centre-Val de Loire
Lage der Region Centre-Val de Loire in Frankreich

## Liste
Bestand am 1. Dezember 2022: 258
| Name deu / fra                                                                                              | Gemeinde / Lage                                     | Typ (Untertyp)          | Bemerkungen                                                                   | Bild |
| --- | --------------------------------------------------- | ----------------------- | ----------------------------------------------------------------------------- | ---- |
| Schloss Adon Château d’Adon                                                                                 | Adon 47,761549° N, 2,794995° O                      | Schloss                 |                                                                               |      |
| Schloss Les Aisses Château des Aisses                                                                       | La Ferté-Saint-Aubin 47,694907° N, 1,962842° O      | Schloss                 | Abgerissen, an seiner Stelle liegt heute ein Golfplatz                        |      |
| Schloss Allou Château d'Allou                                                                               | Sandillon 47,837896° N, 2,037078° O                 | Schloss                 |                                                                               |      |
| Schloss Alosse Château d'Alosse                                                                             | Marcilly-en-Villette 47,76602° N, 2,066452° O       | Schloss                 |                                                                               |      |
| Schloss Amoy Château d'Amoy                                                                                 | Oison 48,142838° N, 1,987275° O                     | Schloss                 |                                                                               |      |
| Schloss L’Ardoise \|Château de l’Ardoise                                                                    | La Chapelle-Saint-Mesmin 47,8776° N, 1,823° O       | Schloss                 |                                                                               |      |
| Schloss L’Ardoise Château de l’Ardoise                                                                      | Pithiviers 48,1722° N, 2,25767° O                   | Schloss                 |                                                                               |      |
| Burg Arrabloy Château d'Arrabloy                                                                            | Arrabloy 47,703668° N, 2,711306° O                  | Burg                    |                                                                               |      |
| Burg Assay Château d'Assay                                                                                  | Beaulieu-sur-Loire 47,563344° N, 2,788176° O        | Burg                    |                                                                               |      |
| Schloss Audeville Château d'Audeville                                                                       | Audeville                                           | Schloss                 | Wurde 1817 abgerissen                                                         |      |
| Schloss Augerville Château d’Augerville                                                                     | Augerville-la-Rivière 48,250984° N, 2,438965° O     | Schloss                 | Heute ein Hotel und Golfresort                                                |      |
| Schloss Les Aulnettes Château des Aulnettes                                                                 | La Ferté-Saint-Aubin 47,704257° N, 1,887111° O      | Schloss                 |                                                                               |      |
| Schloss Autry-le-Châtel Petit château                                                                       | Autry-le-Châtel                                     | Schloss                 |                                                                               |      |
| Schloss Baffou Château de Baffou                                                                            | Viglain 47,745219° N, 2,306753° O                   | Schloss                 |                                                                               |      |
| Schloss Les Ballus Château des Ballus                                                                       | La Chapelle-sur-Aveyron 47,864241° N, 2,852667° O   | Schloss                 |                                                                               |      |
| Burg Bardy Château de Bardy                                                                                 | Pithiviers                                          | Burg                    | Abgegangen                                                                    |      |
| Schloss Bardy Château de Bardy                                                                              | Sandillon                                           | Schloss                 |                                                                               |      |
| Schloss Les Barres 1 Château des Barres 1                                                                   | Nogent-sur-Vernisson 47,835923° N, 2,761946° O      | Schloss                 | Arboretum national des Barres                                                 |      |
| Schloss Les Barres 2 Château des Barres 2                                                                   | Nogent-sur-Vernisson 47,835923° N, 2,761946° O      | Schloss                 | Arboretum national des Barres                                                 |      |
| Schloss Baule Château de Baule                                                                              | Baule 47,810644° N, 1,677852° O                     | Schloss                 | Medizinisches Lehrinstitut                                                    |      |
| Schloss Beauclair Château de Beauclair                                                                      | Morville-en-Beauce 48,260278° N, 2,17636° O         | Schloss                 |                                                                               |      |
| Schloss Beaudenin Château de Beaudenin                                                                      | Pressigny-les-Pins 47,866454° N, 2,772521° O        | Schloss                 |                                                                               |      |
| Burg Beaugency Château de Beaugency                                                                         | Beaugency                                           | Burg                    | Ruine                                                                         |      |
| Burg Beaulieu-sur-Loire Château de Beaulieu-sur-Loire                                                       | Beaulieu-sur-Loire 47,543208° N, 2,81741° O         | Burg                    | Abgegangen, lag im Stadtzentrum                                               |      |
| Schloss Beauregard Château de Beauregard                                                                    | Courcy-aux-Loges                                    | Schloss                 |                                                                               |      |
| Schloss Beauregard Château de Beauregard                                                                    | Viglain 47,722908° N, 2,297239° O                   | Schloss                 |                                                                               |      |
| Schloss Bellecour Château de Bellecour                                                                      | Pithiviers 48,167292° N, 2,253898° O                | Schloss                 |                                                                               |      |
| Schloss Bellecour Château de Bellecour                                                                      | Sainte-Geneviève-des-Bois                           | Schloss                 |                                                                               |      |
| Schloss Bellefontaine Château de Bellefontaine                                                              | La Ferté-Saint-Aubin 47,730781° N, 1,938405° O      | Schloss                 |                                                                               |      |
| Schloss Bellegarde Château de Bellegarde                                                                    | Bellegarde 47,986972° N, 2,441812° O                | Schloss                 |                                                                               |      |
| Schloss Bellevue Château de Bellevue                                                                        | Nogent-sur-Vernisson 47,826985° N, 2,733271° O      | Schloss                 |                                                                               |      |
| Schloss Bennes Château de Bennes                                                                            | Montbouy 47,836568° N, 2,810625° O                  | Schloss                 |                                                                               |      |
| Schloss La Beuvronne Château de la Beuvronne                                                                | La Ferté-Saint-Aubin 47,683157° N, 1,976691° O      | Schloss                 |                                                                               |      |
| Schloss Les Bezards Château des Bezards                                                                     | Sainte-Geneviève-des-Bois                           | Schloss                 |                                                                               |      |
| Schloss La Bohardière Château de la Bohardière                                                              | La Ferté-Saint-Aubin 47,73863° N, 1,980343° O       | Schloss                 |                                                                               |      |
| Schloss Boigny Château de Boigny                                                                            | Boigny-sur-Bionne                                   | Schloss                 |                                                                               |      |
| Schloss Le Bois-Joli Château du Bois-Joli                                                                   | Sainte-Geneviève-des-Bois 47,818433° N, 2,792094° O | Schloss                 |                                                                               |      |
| Schloss Boisgibault Château de Boisgibault                                                                  | Ardon 47,7882° N, 1,8666° O                         | Schloss                 |                                                                               |      |
| Schloss Bon-Hôtel Château de Bon-Hôtel                                                                      | Ligny-le-Ribault 47,6841° N, 1,7533° O              | Schloss                 |                                                                               |      |
| Burg Bondaroy Château de Bondaroy                                                                           | Bondaroy 48,176729° N, 2,278928° O                  | Burg                    |                                                                               |      |
| Schloss Les Bordes Château des Bordes                                                                       | Lailly-en-Val                                       | Schloss                 | Abgerissen                                                                    |      |
| Schloss Le Bouchet Château du Bouchet                                                                       | Dry 47,786353° N, 1,704186° O                       | Schloss                 |                                                                               |      |
| Schloss Bouville Château de Bouville                                                                        | Estouy 48,186999° N, 2,352119° O                    | Schloss                 |                                                                               |      |
| Schloss Brenne Château de Brenne                                                                            | Isdes 47,660569° N, 2,294538° O                     | Schloss                 | Am Ortsteil Brenne                                                            |      |
| Schloss La Bretauche Château de la Bretauche                                                                | Chécy 47,912° N, 2,0472° O                          | Schloss                 |                                                                               |      |
| Schloss Briquemault Château de Briquemault                                                                  | Sainte-Geneviève-des-Bois                           | Schloss                 | Reste erhalten                                                                |      |
| Schloss Le Brochard Château du Brochard                                                                     | Sainte-Geneviève-des-Bois 47,827633° N, 2,82001° O  | Schloss                 |                                                                               |      |
| Schloss La Brosse Château de la Brosse                                                                      | Neuvy-en-Sullias 47,757194° N, 2,260808° O          | Schloss                 |                                                                               |      |
| Schloss La Brosse Château de la Brosse                                                                      | Vrigny 48,078796° N, 2,237232° O                    | Schloss                 |                                                                               |      |
| Schloss Le Bruel Château du Bruel                                                                           | Marcilly-en-Villette 47,807396° N, 2,051007° O      | Schloss                 |                                                                               |      |
| Schloss La Brûlerie Château de la Brûlerie                                                                  | Douchy-Montcorbon 47,949236° N, 3,031626° O         | Schloss                 | In den 1970er Jahren abgerissen                                               |      |
| Schloss La Buffière Château de la Buffière                                                                  | Viglain 47,730705° N, 2,337063° O                   | Schloss                 |                                                                               |      |
| Schloss Buglain Château de Buglain                                                                          | Ardon 47,762424° N, 1,869422° O                     | Schloss                 |                                                                               |      |
| Schloss Le Buisson Château du Buisson                                                                       | Sainte-Geneviève-des-Bois 47,833902° N, 2,78379° O  | Schloss                 |                                                                               |      |
| Schloss Les Buissons Château des Buissons                                                                   | Sully-sur-Loire 47,731653° N, 2,375409° O           | Schloss                 |                                                                               |      |
| Schloss La Bussière Château de La Bussière                                                                  | La Bussière 47,74722° N, 2,74778° O                 | Schloss                 | Heute das Musée de la pêche                                                   |      |
| Schloss La Caille Château de la Caille                                                                      | Tigy                                                | Schloss                 |                                                                               |      |
| Schloss La Cantée Château de la Cantée                                                                      | Ligny-le-Ribault                                    | Schloss                 |                                                                               |      |
| Schloss Cendray Château de Cendray                                                                          | Jouy-le-Potier 47,753765° N, 1,802105° O            | Schloss                 |                                                                               |      |
| Schloss Cerdon Château de Cerdon                                                                            | Cerdon                                              | Schloss                 |                                                                               |      |
| Schloss Cerf-Bois Château de Cerf-Bois                                                                      | Marcilly-en-Villette 47,765438° N, 2,09014° O       | Schloss                 |                                                                               |      |
| Schloss Chamerolles Château de Chamerolles                                                                  | Chilleurs-aux-Bois 48,060278° N, 2,164167° O        | Schloss                 | Beherbergt heute das Musée des parfums                                        |      |
| Schloss Champmoreau Château de Champmoreau                                                                  | Lorcy 48,020774° N, 2,555856° O                     | Schloss                 | Ehemalige Wasserburg, teilweise erhalten, nahe der Rue de Champmoreau-Poterne |      |
| Schloss Champoulet Château de Champoulet                                                                    | Champoulet                                          | Schloss                 |                                                                               |      |
| Schloss Champvallin Château de Champvallin                                                                  | Sandillon 47,846222° N, 2,003503° O                 | Schloss                 |                                                                               |      |
| Schloss Changy-les-Bois Château de Changy-les-Bois                                                          | Varennes-Changy                                     | Schloss                 | Ruinöser Zustand                                                              |      |
| Schloss La Chanterie Château de la Chanterie                                                                | Jargeau                                             | Schloss (Herrenhaus)    | Heute Tourismusbüro,                                                          |      |
| Schloss Les Chapelles Château des Chapelles                                                                 | Marcilly-en-Villette 47,783248° N, 2,059295° O      | Schloss                 |                                                                               |      |
| Schloss Charbonnière Château de Charbonnière                                                                | Saint-Jean-de-Braye 47,936845° N, 1,990059° O       | Schloss                 |                                                                               |      |
| Schloss Chartraine Château de Chartraine                                                                    | La Ferté-Saint-Aubin                                | Schloss                 |                                                                               |      |
| Schloss Chaselle Château de Chaselle                                                                        | La Ferté-Saint-Aubin                                | Schloss                 |                                                                               |      |
| Burg Château-Renard Château de Château-Renard                                                               | Château-Renard 47,933679° N, 2,928483° O            | Burg                    | Ruine                                                                         |      |
| Schloss Châteauneuf-sur-Loire Château de Châteauneuf-sur-Loire                                              | Châteauneuf-sur-Loire 47,86411° N, 2,21672° O       | Schloss                 | Heute das Rathaus (Hôtel de ville)                                            |      |
| Burg Châtillon-Coligny Château-fort de Châtillon-Coligny                                                    | Châtillon-Coligny                                   | Burg (Stadtbefestigung) | In Teilen erhalten                                                            |      |
| Schloss Chemault Château de Chemault                                                                        | Boiscommun                                          | Schloss                 | Abgerissen                                                                    |      |
| Schloss Chenailles Château de Chenailles                                                                    | Saint-Denis-de-l’Hôtel 47,872684° N, 2,157376° O    | Schloss                 |                                                                               |      |
| Schloss Chenevières Château de Chenevières                                                                  | Montbouy                                            | Schloss                 |                                                                               |      |
| Schloss La Cherelle Château de la Cherelle                                                                  | Jargeau 47,865544° N, 2,115866° O                   | Schloss                 | Heute Musikschule                                                             |      |
| Schloss Cherupeaux Château de Cherupeaux                                                                    | Tigy                                                | Schloss                 |                                                                               |      |
| Schloss Chevau Château de Chevau                                                                            | La Ferté-Saint-Aubin 47,740181° N, 1,915201° O      | Schloss                 |                                                                               |      |
| Schloss Chevilly Château de Chevilly                                                                        | Chevilly 48,0193° N, 1,8818° O                      | Schloss                 |                                                                               |      |
| Schloss Chevrières Château de Chevrières                                                                    | Saint-Benoît-sur-Loire 47,811235° N, 2,306138° O    | Schloss                 |                                                                               |      |
| Schloss Chilly Château de Chilly                                                                            | Marcilly-en-Villette 47,787367° N, 1,983193° O      | Schloss                 |                                                                               |      |
| Schloss Le Ciran Château du Ciran                                                                           | Ménestreau-en-Villette                              | Schloss                 | Naturschutzgebiet Sologne                                                     |      |
| Schloss Claireau Château de Claireau                                                                        | Sully-la-Chapelle                                   | Schloss                 |                                                                               |      |
| Schloss Le Clos-de-Saint-Loup Château du Clos-de-Saint-Loup                                                 | Saint-Jean-de-Braye                                 | Schloss                 |                                                                               |      |
| Schloss Coligny Château de Coligny                                                                          | Châtillon-Coligny                                   | Schloss                 |                                                                               |      |
| Schloss Combreux Château de Combreux                                                                        | Combreux 47,958542° N, 2,30528° O                   | Schloss                 |                                                                               |      |
| Schloss Coquille Château de Coquille                                                                        | Saint-Jean-de-Braye                                 | Schloss                 |                                                                               |      |
| Schloss Cormes Château de Cormes                                                                            | Saint-Cyr-en-Val 47,804389° N, 1,937456° O          | Schloss                 |                                                                               |      |
| Schloss Cossoles Château de Cossoles                                                                        | Chevilly 48,0204° N, 1,926° O                       | Schloss                 |                                                                               |      |
| Schloss Coulon Château de Coulon                                                                            | Neuvy-en-Sullias                                    | Schloss                 |                                                                               |      |
| Schloss La Cour Château de la Cour                                                                          | Ligny-le-Ribault                                    | Schloss                 |                                                                               |      |
| Schloss Courcelles-le-Roi Château de Courcelles-le-Roi                                                      | Courcelles-le-Roi 48,0956° N, 2,31367° O            | Schloss                 |                                                                               |      |
| Schloss Courcelles-le-Roy Château de Courcelles-le-Roy                                                      | Beaulieu-sur-Loire 47,55391° N, 2,760701° O         | Schloss                 |                                                                               |      |
| Schloss Courcy-aux-Loges Château de Courcy-aux-Loges                                                        | Courcy-aux-Loges                                    | Schloss                 |                                                                               |      |
| Schloss Courtail Château de Courtail                                                                        | Sennely                                             | Schloss                 |                                                                               |      |
| Schloss Cuissy Château de Cuissy                                                                            | Lion-en-Sullias                                     | Schloss                 |                                                                               |      |
| Schloss Dammarie-en-Puisaye Château de Dammarie-en-Puisaye                                                  | Dammarie-en-Puisaye 47,626898° N, 2,872254° O       | Schloss                 |                                                                               |      |
| Burg Dampierre-en-Burly Château de Dampierre-en-Burly                                                       | Dampierre-en-Burly 47,759722° N, 2,515399° O        | Burg                    |                                                                               |      |
| Schloss Denainvilliers Château de Denainvilliers                                                            | Dadonville                                          | Schloss                 |                                                                               |      |
| Schloss L’Émerillon Château de l'Émerillon                                                                  | Cléry-Saint-André                                   | Schloss                 |                                                                               |      |
| Burg Enzanville Château d'Enzanville                                                                        | Sermaises                                           | Burg                    | Reste erhalten                                                                |      |
| Schloss Escrennes Château d'Escrennes                                                                       | Escrennes                                           | Schloss                 |                                                                               |      |
| Schloss Les Essarts Château des Essarts                                                                     | Marsainvilliers                                     | Schloss                 |                                                                               |      |
| Schloss La Ferté Château de la Ferté                                                                        | Amilly 47,957876° N, 2,775362° O                    | Schloss                 |                                                                               |      |
| Schloss La Ferté Château de la Ferté                                                                        | La Ferté-Saint-Aubin 47,726464° N, 1,943271° O      | Schloss                 |                                                                               |      |
| Schloss Flotin Château de Flotin                                                                            | Nibelle                                             | Schloss                 |                                                                               |      |
| Schloss La Folie-Joinville Château de la Folie-Joinville                                                    | Pithiviers                                          | Schloss                 |                                                                               |      |
| Schloss La Fontaine Château de La Fontaine                                                                  | Olivet 47,87225° N, 1,8801° O                       | Schloss                 |                                                                               |      |
| Schloss Les Fontaines Château des Fontaines                                                                 | La Ferté-Saint-Aubin 47,686362° N, 1,917649° O      | Schloss                 |                                                                               |      |
| Schloss Fontpertuis Château de Fontpertuis                                                                  | Lailly-en-Val 47,766774° N, 1,683032° O             | Schloss                 |                                                                               |      |
| Schloss La Forêt Château de la Forêt                                                                        | Montcresson 47,8938° N, 2,8204° O                   | Schloss                 |                                                                               |      |
| Schloss La Fosse Belaude Château de la Fosse Belaude                                                        | Saint-Jean-de-Braye                                 | Schloss                 |                                                                               |      |
| Schloss La Frogerie Château de la Frogerie                                                                  | Ligny-le-Ribault                                    | Schloss                 |                                                                               |      |
| Schloss Le Gamereau Château du Gamereau                                                                     | Sandillon                                           | Schloss                 |                                                                               |      |
| Schloss La Garenne Château de la Garenne                                                                    | Barville-en-Gâtinais                                | Schloss                 |                                                                               |      |
| Schloss Les Gaschetières Château des Gaschetières                                                           | Lailly-en-Val                                       | Schloss                 |                                                                               |      |
| Schloss La Gaudinière Château de la Gaudinière (Château de Gaudignye)                                       | Égry                                                | Schloss                 |                                                                               |      |
| Schloss Gautray Château de Gautray                                                                          | Saint-Cyr-en-Val                                    | Schloss                 |                                                                               |      |
| Schloss Les Gévrils Château des Gévrils                                                                     | Dammarie-sur-Loing                                  | Schloss                 |                                                                               |      |
| Schloss Gien Château de Gien                                                                                | Gien 47,685° N, 2,63167° O                          | Schloss                 | Heute ein Museum: Jagd, Geschichte und Natur im Loiretal                      |      |
| Schloss Le Giloy Château du Giloy                                                                           | Neuvy-en-Sullias                                    | Schloss                 |                                                                               |      |
| Schloss Les Giraults Château des Giraults                                                                   | Montbouy                                            | Schloss                 |                                                                               |      |
| Schloss Les Godeaux Château des Godeaux                                                                     | Sainte-Geneviève-des-Bois                           | Schloss                 |                                                                               |      |
| Schloss La Goronnière Château de la Goronnière                                                              | La Ferté-Saint-Aubin                                | Schloss                 |                                                                               |      |
| Burg Le Grand-Reigneville Château du Grand-Reigneville                                                      | Yèvre-la-Ville                                      | Burg                    | Ruine                                                                         |      |
| Schloss Le Grand-Val Château du Grand-Val                                                                   | Cerdon                                              | Schloss                 |                                                                               |      |
| Schloss Les Grands-Bois Château des Grands-Bois                                                             | Ménestreau-en-Villette                              | Schloss                 |                                                                               |      |
| Schloss La Grisonnière Château de la Grisonnière                                                            | La Ferté-Saint-Aubin                                | Schloss                 |                                                                               |      |
| Schloss Groslot Hôtel Groslot                                                                               | Orléans 47,9026° N, 1,9087° O                       | Schloss (Hôtel)         | Stadthotel, Haus des Gouverneurs, Herrenhaus, Rathaus                         |      |
| Schloss Le Gué-Gaillard Château du Gué-Gaillard                                                             | Férolles 47,820791° N, 2,096275° O                  | Schloss                 |                                                                               |      |
| Schloss La Guette Château de la Guette                                                                      | Nibelle                                             | Schloss                 | Ruine                                                                         |      |
| Schloss Le Hallier Château du Hallier                                                                       | Nibelle 48,01694° N, 2,31167° O                     | Schloss                 |                                                                               |      |
| Schloss Les Hauts Château des Hauts                                                                         | La Chapelle-Saint-Mesmin 47,88655° N, 1,840317° O   | Schloss                 |                                                                               |      |
| Schloss La Houssaye Château de la Houssaye                                                                  | Marcilly-en-Villette 47,762025° N, 2,028773° O      | Schloss                 |                                                                               |      |
| Schloss La Huardière Château de la Huardière                                                                | Sully-sur-Loire 47,77826° N, 2,332813° O            | Schloss (Herrenhaus)    |                                                                               |      |
| Schloss Huisseau-sur-Mauves Château de Huisseau-sur-Mauves                                                  | Huisseau-sur-Mauves                                 | Schloss                 |                                                                               |      |
| Schloss L’Infermat-d’en-haut Château de l’Infermat-d’en-haut                                                | Saint-Maurice-sur-Aveyron                           | Schloss                 | Ruine                                                                         |      |
| Schloss L’Isle Château de l'Isle                                                                            | Saint-Denis-en-Val 47,88833° N, 1,9944° O           | Schloss                 | Ruine                                                                         |      |
| Schloss Jarnonce Château de Jarnonce                                                                        | Vitry-aux-Loges                                     | Schloss                 | Abgegangen                                                                    |      |
| Schloss La Javelière Château de la Javelière                                                                | Montbarrois                                         | Schloss                 |                                                                               |      |
| Schloss La Jonchère Château de la Jonchère                                                                  | Saint-Cyr-en-Val                                    | Schloss                 |                                                                               |      |
| Schloss der Kanalsherren Château des seigneurs du canal                                                     | Briare                                              | Schloss                 | Heute das Rathaus (Hôtel de ville)                                            |      |
| Schloss Les Landes Château des Landes                                                                       | La Ferté-Saint-Aubin 47,67449° N, 1,975112° O       | Schloss                 |                                                                               |      |
| Schloss Latingy Château de Latingy                                                                          | Mardié 47,876691° N, 2,08242° O                     | Schloss                 |                                                                               |      |
| Schloss Lorris Château de Lorris                                                                            | Montargis                                           | Schloss                 | Ruine                                                                         |      |
| Schloss Louan Château de Louan                                                                              | Ménestreau-en-Villette                              | Schloss                 |                                                                               |      |
| Schloss Le Lude Château du Lude                                                                             | Jouy-le-Potier 47,716851° N, 1,846433° O            | Schloss                 |                                                                               |      |
| Schloss Le Luet Château du Luet                                                                             | Vannes-sur-Cosson 47,751365° N, 2,221363° O         | Schloss                 | Abgegangen                                                                    |      |
| Schloss La Luzerne Château de la Luzerne                                                                    | Chambon-la-Forêt                                    | Schloss                 |                                                                               |      |
| Schloss La Luzière Château de la Luzière                                                                    | La Ferté-Saint-Aubin 47,700715° N, 1,885346° O      | Schloss                 |                                                                               |      |
| Schloss Les Madères Château des Madères                                                                     | Ardon 47,732938° N, 1,890828° O                     | Schloss                 |                                                                               |      |
| Schloss Malesherbes Château de Malesherbes                                                                  | Le Malesherbois 48,2873° N, 2,4157° O               | Schloss                 |                                                                               |      |
| Schloss Les Marais Château des Marais                                                                       | Meung-sur-Loire                                     | Schloss                 |                                                                               |      |
| Schloss Les Marais Château des Marais                                                                       | Sandillon                                           | Schloss                 | Ruine                                                                         |      |
| Schloss Mardereau Château de Mardereau                                                                      | Cléry-Saint-André                                   | Schloss                 |                                                                               |      |
| Schloss Le Mariau Château du Mariau                                                                         | Meung-sur-Loire 47,8292° N, 1,7312° O               | Schloss                 |                                                                               |      |
| Schloss Marie Château Marie                                                                                 | Gaubertin 48,12316° N, 2,429469° O                  | Schloss                 |                                                                               |      |
| Schloss La Matholière Château de la Matholière                                                              | Tigy                                                | Schloss (Herrenhaus)    |                                                                               |      |
| Schloss Le Mazurais Château du Mazurais                                                                     | Ménestreau-en-Villette                              | Schloss                 |                                                                               |      |
| Schloss Meung-sur-Loire Château de Meung-sur-Loire (Bischofsschloss Orléans, Château des évêques d'Orléans) | Meung-sur-Loire 47,823349° N, 1,694285° O           | Schloss                 |                                                                               |      |
| Burg Mez-le-Maréchal Château de Mez-le-Maréchal                                                             | Dordives 48,150201° N, 2,792341° O                  | Burg                    | Ruine                                                                         |      |
| Schloss Mézières-lez-Cléry Château de Mézières-lez-Cléry                                                    | Mézières-lez-Cléry                                  | Schloss                 |                                                                               |      |
| Schloss Miramion Château de Miramion                                                                        | Saint-Jean-de-Braye                                 | Schloss                 |                                                                               |      |
| Schloss La Mivoie Château de la Mivoie                                                                      | Nogent-sur-Vernisson                                | Schloss                 |                                                                               |      |
| Schloss Mivoisin Château de Mivoisin                                                                        | Dammarie-sur-Loing                                  | Schloss                 |                                                                               |      |
| Schloss Molaine Château de Molaine                                                                          | Tigy                                                | Schloss                 |                                                                               |      |
| Schloss Montargis Château de Montargis                                                                      | Montargis                                           | Schloss                 |                                                                               |      |
| Burg Montberneaume Château de Montberneaume                                                                 | Yèvre-la-Ville                                      | Burg                    | Ruine                                                                         |      |
| Schloss Montesault Château de Montesault                                                                    | La Ferté-Saint-Aubin                                | Schloss                 |                                                                               |      |
| Schloss Montguignard Château de Montguignard                                                                | Pithiviers-le-Vieil                                 | Schloss                 |                                                                               |      |
| Schloss Montizambert Château de Montizambert                                                                | Tigy                                                | Schloss                 |                                                                               |      |
| Schloss Montliard Château de Montliard                                                                      | Montliard 48,018068° N, 2,394097° O                 | Schloss                 |                                                                               |      |
| Schloss Montour Château de Montour                                                                          | Jouy-le-Potier                                      | Schloss                 |                                                                               |      |
| Schloss Montpipeau Château de Montpipeau                                                                    | Huisseau-sur-Mauves                                 | Schloss                 | Ruine                                                                         |      |
| Schloss Montvilliers Château de Montvilliers                                                                | Escrennes                                           | Schloss                 |                                                                               |      |
| Schloss Morchêne Château de Morchêne                                                                        | Saint-Cyr-en-Val 47,826592° N, 1,967528° O          | Schloss                 |                                                                               |      |
| Schloss La Motte Château de la Motte                                                                        | Château-Renard                                      | Schloss                 |                                                                               |      |
| Schloss La Motte Château de la Motte                                                                        | Égry                                                | Schloss                 |                                                                               |      |
| Schloss La Motte Château de la Motte                                                                        | Saint-Cyr-en-Val 47,833576° N, 1,977446° O          | Schloss                 |                                                                               |      |
| Schloss La Motte Château de la Motte                                                                        | Saint-Lyé-la-Forêt                                  | Schloss                 |                                                                               |      |
| Schloss La Motte Château de la Motte                                                                        | Vienne-en-Val                                       | Schloss                 |                                                                               |      |
| Schloss La Motte Château de la Motte                                                                        | Vitry-aux-Loges                                     | Schloss                 |                                                                               |      |
| Schloss La Motte Château de la Motte                                                                        | Vrigny                                              | Schloss                 | Abgegangen                                                                    |      |
| Schloss La Motte-Bastille Château de la Motte-Bastille                                                      | Juranville                                          | Schloss                 |                                                                               |      |
| Schloss La Motte-Boulin Château de la Motte-Boulin                                                          | Saint-Michel                                        | Schloss                 |                                                                               |      |
| Schloss La Motte-Bouquin Château de la Motte-Bouquin                                                        | Olivet                                              | Schloss                 |                                                                               |      |
| Schloss La Motte-Poirier Château de la Motte-Poirier                                                        | Montbarrois                                         | Schloss                 |                                                                               |      |
| Schloss La Motte-Sanguin Hôtel de la Motte-Sanguin                                                          | Orléans 47,899709° N, 1,918713° O                   | Schloss (Hotel)         | Unterbringung von Universitätsgästen                                          |      |
| Schloss La Motte-Saint-Euverte Château de la Motte-Saint-Euverte                                            | Saint-Jean-de-Braye                                 | Schloss                 |                                                                               |      |
| Schloss Mousseaux Château de Mousseaux                                                                      | Boynes                                              | Schloss                 | Abgegangen, im Ortsteil Mousseaux                                             |      |
| Schloss Les Mousseaux Château des Mousseaux                                                                 | Montbouy                                            | Schloss                 |                                                                               |      |
| Schloss Le Muguet Château du Muguet                                                                         | Breteau 47,6801° N, 2,874° O                        | Schloss                 |                                                                               |      |
| Schloss Les Muids Château des Muids                                                                         | La Ferté-Saint-Aubin 47,673702° N, 1,96903° O       | Schloss                 |                                                                               |      |
| Schloss Nacelle Château de Nacelle                                                                          | Yèvre-la-Ville                                      | Schloss                 |                                                                               |      |
| Schloss Nailly Château de Nailly                                                                            | Dammarie-sur-Loing 47,793611° N, 2,862175° O        | Schloss                 |                                                                               |      |
| Schloss La Papinière Château de la Papinière                                                                | La Ferté-Saint-Aubin 47,702825° N, 1,915314° O      | Schloss                 |                                                                               |      |
| Schloss Le Pin Château du Pin                                                                               | Mérinville 48,087152° N, 2,928442° O                | Schloss                 |                                                                               |      |
| Schloss Le Plessis Château du Plessis                                                                       | Vitry-aux-Loges                                     | Schloss                 |                                                                               |      |
| Schloss Pont-Chevron Château de Pont-Chevron                                                                | Ouzouer-sur-Trézée 47,6898° N, 2,7699° O            | Schloss                 |                                                                               |      |
| Schloss La Porte Château de La Porte                                                                        | Sandillon 47,819745° N, 2,004252° O                 | Schloss                 |                                                                               |      |
| Schloss Le Poutyl Château du Poutyl                                                                         | Olivet                                              | Schloss                 | Heute ein Theater                                                             |      |
| Schloss Praslins Château de Praslins                                                                        | Nogent-sur-Vernisson                                | Schloss                 |                                                                               |      |
| Schloss Les Prateaux Château des Prateaux                                                                   | Vienne-en-Val                                       | Schloss                 |                                                                               |      |
| Schloss Prepinson Château de Prepinson                                                                      | Vannes-sur-Cosson                                   | Schloss                 |                                                                               |      |
| Schloss La Prêche Château de la Prêche                                                                      | Chécy                                               | Schloss                 |                                                                               |      |
| Schloss La Prée Château de la Prée                                                                          | Mareau-aux-Bois                                     | Schloss                 |                                                                               |      |
| Schloss Pressigny-les-Pins Château de Pressigny-les-Pins                                                    | Pressigny-les-Pins                                  | Schloss                 |                                                                               |      |
| Schloss Puchesse Château de Puchesse                                                                        | Sandillon                                           | Schloss                 |                                                                               |      |
| Schloss Puiseaux Château de Puiseaux                                                                        | La Chapelle-sur-Aveyron                             | Schloss                 |                                                                               |      |
| Schloss Pully Château de Pully                                                                              | Lailly-en-Val                                       | Schloss                 | Abgerissen                                                                    |      |
| Schloss Le Puy Château du Puy                                                                               | Faverelles                                          | Schloss                 |                                                                               |      |
| Schloss La Quetonnière Château de la Quetonnière                                                            | Olivet                                              | Schloss                 |                                                                               |      |
| Schloss La Queuvre Château de La Queuvre                                                                    | Férolles 47,828617° N, 2,151309° O                  | Schloss                 |                                                                               |      |
| Schloss La Renardière Château de la Renardière                                                              | Ardon 47,773512° N, 1,877612° O                     | Schloss                 |                                                                               |      |
| Schloss Reyville Château de Reyville                                                                        | Saint-Cyr-en-Val                                    | Schloss                 |                                                                               |      |
| Schloss Rilly Château de Rilly                                                                              | Vrigny                                              | Schloss                 | Abgerissen                                                                    |      |
| Schloss La Rivière Château de la Rivière                                                                    | Châtenoy                                            | Schloss                 |                                                                               |      |
| Schloss La Rivière Château de la Rivière                                                                    | Sainte-Geneviève-des-Bois                           | Schloss                 |                                                                               |      |
| Schloss Rochefort Château de Rochefort                                                                      | Barville-en-Gâtinais                                | Schloss                 |                                                                               |      |
| Schloss Rocheplatte Château de Rocheplatte                                                                  | Aulnay-la-Rivière                                   | Schloss                 |                                                                               |      |
| Schloss La Rochette Château de la Rochette                                                                  | Pithiviers                                          | Schloss                 |                                                                               |      |
| Schloss Le Rondon Château du Rondon                                                                         | Olivet                                              | Schloss                 |                                                                               |      |
| Schloss La Rousselière Château de la Rousselière                                                            | Ardon 47,764381° N, 1,885197° O                     | Schloss                 |                                                                               |      |
| Schloss Rouville Château de Rouville                                                                        | Le Malesherbois 48,3044° N, 2,411671° O             | Schloss                 |                                                                               |      |
| Schloss Le Ruth Château du Ruth                                                                             | La Ferté-Saint-Aubin 47,6853° N, 1,954785° O        | Schloss                 |                                                                               |      |
| Schloss Saint-Aignan Château de Saint-Aignan                                                                | Saint-Denis-de-l’Hôtel 47,875262° N, 2,103558° O    | Schloss                 |                                                                               |      |
| Schloss Saint-Brisson Château de Saint-Brisson                                                              | Saint-Brisson-sur-Loire 47,650009° N, 2,682145° O   | Schloss                 |                                                                               |      |
| Schloss Saint-Michel Château de Saint-Michel                                                                | Saint-Michel                                        | Schloss                 |                                                                               |      |
| Schloss Sainte-Claire Château de Sainte-Claire                                                              | Isdes                                               | Schloss                 | Am Ortsteil Sainte-Clair                                                      |      |
| Schloss La Salle Château de la Salle                                                                        | Mareau-aux-Bois                                     | Schloss                 | 1920 abgerissen, wenige Reste vorhanden                                       |      |
| Schloss La Selle-sur-Bied Château de La Selle-sur-Bied                                                      | La Selle-sur-le-Bied                                | Schloss                 |                                                                               |      |
| Schloss Solaire Château de Solaire                                                                          | Bonnée                                              | Schloss                 |                                                                               |      |
| Schloss Solvin Château de Solvin                                                                            | Dadonville                                          | Schloss                 |                                                                               |      |
| Schloss La Source du Rollin Château de la Source du Rollin                                                  | La Chapelle-Saint-Mesmin 47,8732° N, 1,811° O       | Schloss                 | Heute ein Hotel                                                               |      |
| Schloss La Source Château de la Source                                                                      | Orléans 47,850609° N, 1,933955° O                   | Schloss                 | Sitz der Universitätsleitung                                                  |      |
| Schloss Sully-sur-Loire Château de Sully-sur-Loire                                                          | Sully-sur-Loire 47,7677° N, 2,3752° O               | Schloss                 |                                                                               |      |
| Schloss La Tisonnière Château de la Tisonnière                                                              | Jargeau 47,841501° N, 2,140707° O                   | Schloss                 |                                                                               |      |
| Schloss La Touanne Château de la Touanne                                                                    | Baccon 47,871741° N, 1,651769° O                    | Schloss                 |                                                                               |      |
| Schloss Les Tourelles Château des Tourelles (Château de Bellevue)                                           | La Chapelle-Saint-Mesmin 47,887876° N, 1,844189° O  | Schloss                 |                                                                               |      |
| Schloss Les Tourelles Château des Tourelles                                                                 | Marcilly-en-Villette 47,76676° N, 1,969759° O       | Schloss                 |                                                                               |      |
| Schloss Trétinville Château de Trétinville                                                                  | Guigneville                                         | Schloss                 |                                                                               |      |
| Schloss Trousse-Barrière Château de Trousse-Barrière                                                        | Briare 47,644° N, 2,7364° O                         | Schloss                 |                                                                               |      |
| Schloss La Turpinière Château de la Turpinière                                                              | Sennely 47,713364° N, 2,102851° O                   | Schloss                 |                                                                               |      |
| Schloss La Valette Château de La Valette                                                                    | Pressigny-les-Pins 47,882203° N, 2,751039° O        | Schloss                 |                                                                               |      |
| Schloss Vaux Château de Vaux                                                                                | Vitry-aux-Loges                                     | Schloss                 |                                                                               |      |
| Schloss Vieux-Maisons Château de Vieux-Maisons                                                              | Ligny-le-Ribault                                    | Schloss                 |                                                                               |      |
| Schloss Viéville Château de Viéville                                                                        | Saint-Cyr-en-Val                                    | Schloss                 |                                                                               |      |
| Schloss Vignelle Château de Vignelle                                                                        | Jouy-le-Potier                                      | Schloss                 |                                                                               |      |
| Schloss Villaine Château de Villaine                                                                        | La Ferté-Saint-Aubin                                | Schloss                 |                                                                               |      |
| Schloss Villecante Château de Villecante                                                                    | Dry                                                 | Schloss                 |                                                                               |      |
| Schloss Villefallier Château de Villefallier                                                                | Jouy-le-Potier                                      | Schloss                 |                                                                               |      |
| Schloss Villette Château de Villette                                                                        | Ménestreau-en-Villette                              | Schloss                 |                                                                               |      |
| Schloss Villiers Château de Villiers                                                                        | Ardon 47,797186° N, 1,890053° O                     | Schloss                 |                                                                               |      |
| Schloss Villiers Château de Villiers                                                                        | Ménestreau-en-Villette                              | Schloss                 |                                                                               |      |
| Schloss La Violière Château de la Violière                                                                  | Vienne-en-Val                                       | Schloss                 |                                                                               |      |
| Burg Yèvre-le-Châtel Château d'Yèvre-le-Châtel                                                              | Yèvre-le-Châtel                                     | Burg                    | Ruine                                                                         |      |